# Équipe de république turque de Chypre du Nord de football
Maillots
L'équipe de la république turque de Chypre du Nord (en turc : Kuzey Kıbrıs Türk Cumhuriyeti millî futbol takımı) est une sélection de joueurs professionnelles et amateurs de la république turque de Chypre du Nord, sous l'égide de la Fédération de Chypre du Nord de football fondée le 29 octobre 1955.
Chypre du Nord a proclamé son indépendance le 15 novembre 1983, elle est reconnue internationalement par la Turquie.
En 2004, en vue de l'adhésion de la république de Chypre à l'Union européenne, un plan de Réunification de Chypre est proposé par l'ONU, appelé plan Annan, a été soumis à un référendum avec une participation de 87% des Chypriotes turcs. Le plan est accepté par 65 % des Chypriotes turcs, car il permet une reconnaissance légale de l'autonomie du territoire au sein de l'État chypriote. l'Organisation de la conférence islamique accorde à l’État turc de Chypre du Nord le statut d'observateur sous le nom d'« État turc de Chypre ». La Gambie et le Pakistan sont les rares pays présentant le souhait de considérer Chypre du Nord comme un État à part entière.
Chypre du Nord développe depuis 2018 des relations avec le Kirghizistan.
Elle est depuis 2013 membre de la Confédération des associations de football indépendantes, et participe donc aux tournois internationaux. Elle fut membre de la NF-Board de 2003 à 2013. La sélection joue sa première rencontre international en 1962 face à la sélection de Turquie.

## Histoire
Elle organise plusieurs compétitions la Coupe du 50e Anniversaire de la KTFF 2005, la Coupe ELF 2006 et la Coupe d'Europe de football Conifa 2015.

## Parcours dans les compétitions internationales
|  |  |

| Année | Lieu    | Position  | Match | Victoire | Nul | Défaite | but marqué | but encaissé |
| ----- | ------- | --------- | ----- | -------- | --- | ------- | ---------- | ------------ |
| 1980  | Turquie | Quatrième | 4     | 1        | 0   | 3       | 3          | 9            |

| Année | Lieu           | Position | Match | Victoire | Nul | Défaite | but marqué | but encaissé |
| ----- | -------------- | -------- | ----- | -------- | --- | ------- | ---------- | ------------ |
| 2005  | Chypre du Nord | Champion | 2     | 2        | 0   | 0       | 7          | 2            |

| Année | Lieu           | Position | Match | Victoire | Nul | Défaite | but marqué | but encaissé |
| ----- | -------------- | -------- | ----- | -------- | --- | ------- | ---------- | ------------ |
| 2006, | Chypre du Nord | Champion | 5     | 5        | 0   | 0       | 28         | 2            |

| Année | Lieu      | Position | Match | Victoire | Nul | Défaite | but marqué | but encaissé |
| ----- | --------- | -------- | ----- | -------- | --- | ------- | ---------- | ------------ |
| 2006, | Allemagne | Champion | 4     | 3        | 1   | 0       | 6          | 1            |

| Année                                                   | Lieu | Position  | Match | Victoire | Nul | Défaite | but marqué | but encaissé |
| ------------------------------------------------------- | ---- | --------- | ----- | -------- | --- | ------- | ---------- | ------------ |
| Ne participe pas aux éditions de 2006, 2008, 2009, 2010 |      |           |       |          |     |         |            |              |
| 2012                                                    | Irak | Finaliste | 4     | 2        | 0   | 2       | 19         | 4            |

| Année | Lieu                                                      | Position                                                  | Match                                                     | Victoire                                                  | Nul                                                       | Défaite                                                   | but marqué                                                | but encaissé                                              |                                                           |
| ----- | --------------------------------------------------------- | --------------------------------------------------------- | --------------------------------------------------------- | --------------------------------------------------------- | --------------------------------------------------------- | --------------------------------------------------------- | --------------------------------------------------------- | --------------------------------------------------------- | --------------------------------------------------------- |
| 2014  | Suède                                                     | Ne participe pas                                          | Ne participe pas                                          | Ne participe pas                                          | Ne participe pas                                          | Ne participe pas                                          | Ne participe pas                                          | Ne participe pas                                          | Ne participe pas                                          |
| 2016  | Abkhazie                                                  | Troisième                                                 | 5                                                         | 3                                                         | 1                                                         | 1                                                         | 12                                                        | 4                                                         |                                                           |
| 2018  | Angleterre                                                | Finaliste                                                 | 6                                                         | 3                                                         | 3                                                         | 0                                                         | 17                                                        | 6                                                         |                                                           |
| 2020  | Annulée en raison de la pandémie de maladie à coronavirus | Annulée en raison de la pandémie de maladie à coronavirus | Annulée en raison de la pandémie de maladie à coronavirus | Annulée en raison de la pandémie de maladie à coronavirus | Annulée en raison de la pandémie de maladie à coronavirus | Annulée en raison de la pandémie de maladie à coronavirus | Annulée en raison de la pandémie de maladie à coronavirus | Annulée en raison de la pandémie de maladie à coronavirus | Annulée en raison de la pandémie de maladie à coronavirus |

| Année | Lieu           | Position         | Match            | Victoire         | Nul              | Défaite          | but marqué       | but encaissé     |                  |
| ----- | -------------- | ---------------- | ---------------- | ---------------- | ---------------- | ---------------- | ---------------- | ---------------- | ---------------- |
| 2015  | Hongrie        | Ne participe pas | Ne participe pas | Ne participe pas | Ne participe pas | Ne participe pas | Ne participe pas | Ne participe pas | Ne participe pas |
| 2017  | Chypre du Nord | Finaliste        | 5                | 3                | 1                | 1                | 14               | 5                |                  |
| 2019  | Haut-Karabagh  | Ne participe pas | Ne participe pas | Ne participe pas | Ne participe pas | Ne participe pas | Ne participe pas | Ne participe pas | Ne participe pas |

## Rencontres

### Matches internationaux
Le tableau suivant liste les rencontres de l'Équipe de la république turque de Chypre du Nord.
| No | Date              | Lieu                                                 | Chypre du Nord | Adversaire                   | Score       | Compétition                            | Buteur(s) pour Chypre du Nord | Buteur(s) pour l'adversaire                | Rapport      |
| -- | ----------------- | ---------------------------------------------------- | -------------- | ---------------------------- | ----------- | -------------------------------------- | --- | ------------------------------------------ | ------------ |
| 1  | 1962              |                                                      | Chypre du Nord | Turquie                      | P 0-5       | A.                                     | |                                            | [ (Rapport)] |
| 2  | 5 janvier 1977    | Chypre                                               | Chypre du Nord | Turquie                      | P 0-1       | A.                                     | | 73e Hayri                                  | [ (Rapport)] |
| 3  | 20 avril 1977     | Chypre                                               | Chypre du Nord | Turquie                      | P 0-1       | A.                                     | | 20e Neyat                                  | [ (Rapport)] |
| 4  | 28 septembre 1980 | Izmir Turquie                                        | Chypre du Nord | Turquie                      | P 0-5       | Jeux islamiques                        | |                                            | [ (Rapport)] |
| 5  | 30 septembre 1980 | Izmir Turquie                                        | Chypre du Nord | Arabie saoudite              | P 0-2       | Jeux islamiques                        | |                                            | [ (Rapport)] |
| 6  | 2 octobre 1980    | Izmir Turquie                                        | Chypre du Nord | Malaisie                     | V 2-1       | Jeux islamiques                        | |                                            | [ (Rapport)] |
| 7  | 3 octobre 1980    | Izmir Turquie                                        | Chypre du Nord | Libye                        | N 1-1       | Jeux islamiques                        | |                                            | [ (Rapport)] |
| 8  | septembre 1988    | Iran                                                 | Chypre du Nord | Arménie U21                  | V 3-2       | A.                                     | |                                            | [ (Rapport)] |
| 9  | septembre 1988    | Iran                                                 | Chypre du Nord | Tractor Sazi                 | V 3-0       | A.                                     | |                                            | [ (Rapport)] |
| 10 | septembre 1988    | Iran                                                 | Chypre du Nord | Shahrdari Tabriz             | P 2-3       | A.                                     | |                                            | [ (Rapport)] |
| 11 | 1993              |                                                      | Chypre du Nord | Étoiles Européen             | V 3-1       | A.                                     | |                                            | [ (Rapport)] |
| 12 | 30 mai 1999       | Chypre du Nord                                       | Chypre du Nord | Soudan U21                   | V 2-1       | A.                                     | 34e Altan Buyukel, 62e Erhan Gonelli | 25e Yassir                                 | [ (Rapport)] |
| 13 | 1er juin 1999     | Chypre du Nord                                       | Chypre du Nord | Shahrdari Tabriz             | V 1-0       | A.                                     | |                                            | [ (Rapport)] |
| 14 | 28 juillet 2004   | Chypre du Nord                                       | Chypre du Nord | Laponie                      | N 1-1       | A.                                     | 76e Ali Oraloglu | 61e Aslak Sokki                            | (Rapport)    |
| 15 | 2 novembre 2005   | Nicosie Chypre du Nord                               | Chypre du Nord | Kosovo                       | V 1-0       | Coupe du 50e Anniversaire de la KTFF   | 57e Tarik |                                            | (Rapport)    |
| 16 | 5 novembre 2005   | Nicosie Chypre du Nord                               | Chypre du Nord | Laponie                      | V 6-2       | Coupe du 50e Anniversaire de la KTFF   | 12e 35e 50e Hayri , 83e 90+3e Uçaner, 88e Ugur | 15e Anders, 59e Johanssen                  | (Rapport)    |
| 17 | 27 janvier 2006   | Chypre du Nord                                       | Chypre du Nord | Kirghizistan                 | V 3-2       | A.                                     | 53e 58e 69e Yasin | 6e Djamshidov, 26e Borozovski              | [ (Rapport)] |
| 18 | 15 avril 2006     | France                                               | Chypre du Nord | Occitanie                    | V 3-0       | A.                                     | 52e 72e Ali Oraloglu , 75e Dervis |                                            | [ (Rapport)] |
| 19 | 29 mai 2006       | Hambourg Allemagne                                   | Chypre du Nord | Groenland                    | V 1-0       | FIFI Wild Cup                          | 55e Ali Oraloglu |                                            | (Rapport)    |
| 20 | 30 mai 2006       | Hambourg Allemagne                                   | Chypre du Nord | Zanzibar                     | V 3-1       | FIFI Wild Cup                          | 12e (csc) Agrey Morris, 20e Derviş Kolcu, 60e Çagan Cerkez | 43e Salum Ussi                             | (Rapport)    |
| 21 | 1er juin 2006     | Hambourg Allemagne                                   | Chypre du Nord | Gibraltar                    | V 2-0       | FIFI Wild Cup                          | 39e Ali Oraloglu, 90e (csc) Dylan | 43e Salum Ussi                             | (Rapport)    |
| 22 | 3 juin 2006       | Hambourg Allemagne                                   | Chypre du Nord | Zanzibar                     | N 0-0 (4-1) | FIFI Wild Cup                          | |                                            | (Rapport)    |
| 23 | 19 novembre 2006  | Chypre du Nord                                       | Chypre du Nord | Tatars de Crimée             | V 5-0       | Coupe ELF                              | 16e Hamis Çakır, 45e Ertaç Taşkıran, 65e Rizvan Ablitarov, 78e Kemal Uçaner, 87e Ekrem Keleşzade                                                               |                                            | (Rapport)    |
| 24 | 20 novembre 2006  | Chypre du Nord                                       | Chypre du Nord | Tadjikistan                  | V 5-1       | Coupe ELF                              | 34e 54e Derviş Kolcu, 65e 90+1e Kemal Uçaner, 71e Coşkun Ulusoy                                                                                                | 12e Daler Aknazarov                        | (Rapport)    |
| 25 | 21 novembre 2006  | Chypre du Nord                                       | Chypre du Nord | Tibet                        | V 10-0      | Coupe ELF                              | 13e 30e 37e Hamis Çakır, 14e 24e 43e Ediz Çukurovalı, 17e 29e Sabri Selden, 54e Atkun Arıkbuka, 77e Yasin Kansu                                                |                                            | (Rapport)    |
| 26 | 23 novembre 2006  | Chypre du Nord                                       | Chypre du Nord | Zanzibar                     | V 5-0       | Coupe ELF                              | 24e 34e 47e 83e Ertaç Taşkıran, 59e Coşkun Ulusoy |                                            | (Rapport)    |
| 27 | 25 novembre 2006  | Chypre du Nord                                       | Chypre du Nord | Tatars de Crimée             | V 3-1       | Coupe ELF                              | 1re Hamis Çakır, 46e Hasan Sapsızoğlu, 55e Ertaç Taşkıran | 90+3e Marlen Akimov                        | (Rapport)    |
| 28 | 21 janvier 2007   | Tanzanie                                             | Chypre du Nord | Simba Sports Club            | V 2-0       | A.                                     | 24e 65e Yasin Kansu |                                            | (Rapport)    |
| 29 | 22 janvier 2007   | Tanzanie                                             | Chypre du Nord | Young Africans Football Club | N 2-2       | A.                                     | 17e Hamis Çakir, Bülent | 42e Thomas Maurice, 43e Abuu Ramadhani     | (Rapport)    |
| 30 | 24 janvier 2007   | Tanzanie                                             | Chypre du Nord | Zanzibar                     | P 1-2       | A.                                     | 27e Hüseyin Amcaoğlu | 44e ?, 52e ?                               | (Rapport)    |
| 31 | 4 juin 2012       | Kurdistan Irak                                       | Chypre du Nord | Darfour                      | V 15-0      | VIVA World Cup 2012                    | 11e 17e 23e 44e 50e 90e Halil Turan, 14e 76e 81e Ibrahim Çimdali, 21e Erdinç Borekci , 34e Huseyin Kayalılar, 46e 61e 63e Saleh Güvensoy, 87e Mustafa Yasinses |                                            | (Rapport)    |
| 32 | 5 juin 2012       | Kurdistan Irak                                       | Chypre du Nord | Provence                     | P 1-2       | VIVA World Cup 2012                    | 26e Kasim Tağman | 28e Brahim Zenafi, 35e Benoit Lescoualch   | [ (Rapport)] |
| 33 | 8 juin 2012       | Kurdistan Irak                                       | Chypre du Nord | Zanzibar                     | V 2-0       | VIVA World Cup 2012                    | 58e Mustafa Yaşinses, 69e Huseyin Kayalilar |                                            | [ (Rapport)] |
| 34 | 9 juin 2012       | Kurdistan Irak                                       | Chypre du Nord | Kurdistan                    | P 1-2       | VIVA World Cup 2012                    | 42e (csc) Mohamed | 9e Halgurd, 32e Siamand                    | (Rapport)    |
| 35 | 29 mai 2016       | Gagra Abkhazie                                       | Chypre du Nord | Padanie                      | V 2-1       | Coupe du monde de football ConIFA 2016 | 6e Halil Turan, 62e Ünal Kaya | 48e Matteo Prandelli                       | (Rapport)    |
| 36 | 31 mai 2016       | Gagra Abkhazie                                       | Chypre du Nord | Rhétie                       | V 7-0       | Coupe du monde de football ConIFA 2016 | 5e 13e 48e Esin Sonay, 60e Tansel Ekingen, 73e Hüseyin Sadiklar, 81e 87e Halil Turan                                                                           |                                            | (Rapport)    |
| 37 | 1er juin 2016     | Soukhoumi Abkhazie                                   | Chypre du Nord | Coréens Unies au Japon       | N 1-1 (4-2) | Coupe du monde de football ConIFA 2016 | 31e Ünal Kaya | 54e On Song-Tae                            | (Rapport)    |
| 38 | 4 juin 2016       | Soukhoumi Abkhazie                                   | Chypre du Nord | Abkhazie                     | P 0-2       | Coupe du monde de football ConIFA 2016 | | 9e Levan Logua, 69e Ruslan Shoniya         | (Rapport)    |
| 39 | 5 juin 2016       | Gagra Abkhazie                                       | Chypre du Nord | Padanie                      | V 2-0       | Coupe du monde de football ConIFA 2016 | 50e Halil Turan, 79e Tansel Ekingen |                                            | (Rapport)    |
| 40 | 4 juin 2017       | Stade Atatürk de Nicosie Chypre du Nord              | Chypre du Nord | Ruthénie subcarpathique      | V 1-0       | Coupe d'Europe de football Conifa 2017 | 89e Mustafa Yasinses |                                            | (Rapport)    |
| 41 | 6 juin 2017       | Stade 20 Temmuz de Kyrenia Chypre du Nord            | Chypre du Nord | Ossétie du Sud               | V 8-0       | Coupe d'Europe de football Conifa 2017 | 13e Mustafa Yasinses, 15e 20e 58e Ertaç Taskiran, 57e 68e Ibrahim Çidamli, 62e Halil Turan, 88e Ugur Gök                                                       |                                            | (Rapport)    |
| 42 | 7 juin 2017       | Stade Zafer de Morphou Chypre du Nord                | Chypre du Nord | Abkhazie                     | N 0-0       | Coupe d'Europe de football Conifa 2017 | |                                            | (Rapport)    |
| 43 | 9 juin 2017       | Stade 20 Temmuz de Kyrenia Chypre du Nord            | Chypre du Nord | Pays sicule                  | V 2-1       | Coupe d'Europe de football Conifa 2017 | 16e Serhan Onet, 83e Halil Turan | 49e Petru Silion                           | (Rapport)    |
| 44 | 10 juin 2017      | Stade Atatürk de Nicosie Chypre du Nord              | Chypre du Nord | Padanie                      | N 1-1 (2-4) | Coupe d'Europe de football Conifa 2017 | 52e Halil Turan | 25e Ersid Pllumbaj                         | (Rapport)    |
| 45 | 31 mai 2018       | Queen Elizabeth II Stadium, Enfield Town, Angleterre | Chypre du Nord | Ruthénie subcarpathique      | N 1-1       | Coupe du monde de football ConIFA 2018 | 13e Billy Mehmet (en) | 53e Alex Svedjuk                           | (Rapport)    |
| 46 | 2 juin 2018       | Queen Elizabeth II Stadium, Enfield Town, Angleterre | Chypre du Nord | Tibet                        | V 3-1       | Coupe du monde de football ConIFA 2018 | 2e 67e Halil Turan, 73e Ugur Gök | 38e Kalsang Topgyal                        | (Rapport)    |
| 47 | 3 juin 2018       | Queen Elizabeth II Stadium, Enfield Town, Angleterre | Chypre du Nord | Abkhazie                     | N 2-2       | Coupe du monde de football ConIFA 2018 | 32e Ünal Kaya, 78e Kenan Oshan | 20e Dmitri Maskayev, 90e Vladimir Argun    | (Rapport)    |
| 48 | 5 juin 2018       | Gander Green Lane, Sutton, Angleterre                | Chypre du Nord | Brava                        | V 8-0       | Coupe du monde de football ConIFA 2018 | 15e 80e Ugur Gök, 51e Serhan Önet, 58e (csc) Ayuub Ali, 54e 69e Halil Turan, 84e Billy Mehmet (en), 89e Tansel Ekingen                                         |                                            | (Rapport)    |
| 49 | 7 juin 2018       | Colston Avenue, Carshalton, Angleterre               | Chypre du Nord | Padanie                      | V 3-2       | Coupe du monde de football ConIFA 2018 | 36e 84e Billy Mehmet (en), 80e Halil Turan | 30e Riccardo Ravasi, 47e Giacomo Innocenti | (Rapport)    |
| 50 | 9 juin 2018       | Queen Elizabeth II Stadium, Enfield Town, Angleterre | Chypre du Nord | Ruthénie subcarpathique      | N 0-0 (2-3) | Coupe du monde de football ConIFA 2018 | |                                            | (Rapport)    |

| Score : - V = Match gagné - N = Match nul - P = Match perdu | Compétition : - A. = Match amical - C. = Compétition |

### Équipes rencontrées
| Adversaire                   | Joués | Victoires | Matchs nuls | Défaites | Buts pour | Buts contre |
| ---------------------------- | ----- | --------- | ----------- | -------- | --------- | ----------- |
| Turquie                      | 4     | 0         | 0           | 4        | 0         | 12          |
| Arabie saoudite              | 1     | 0         | 0           | 1        | 0         | 2           |
| Malaisie                     | 1     | 1         | 0           | 0        | 2         | 1           |
| Libye                        | 1     | 0         | 1           | 0        | 1         | 1           |
| Kosovo                       | 1     | 1         | 0           | 0        | 1         | 0           |
| Kirghizistan                 | 1     | 1         | 0           | 0        | 3         | 2           |
| Gibraltar                    | 1     | 1         | 0           | 0        | 2         | 0           |
| Tadjikistan                  | 1     | 1         | 0           | 0        | 5         | 1           |
| Arménie u-21                 | 1     | 1         | 0           | 0        | 3         | 2           |
| Soudan u-21                  | 1     | 1         | 0           | 0        | 2         | 1           |
| Zanzibar                     | 5     | 3         | 1           | 1        | 11        | 3           |
| Tibet                        | 2     | 2         | 0           | 0        | 13        | 1           |
| Groenland                    | 1     | 1         | 0           | 0        | 1         | 0           |
| Padanie                      | 4     | 3         | 1           | 0        | 8         | 4           |
| Laponie                      | 2     | 1         | 1           | 0        | 7         | 3           |
| Karpatalya                   | 3     | 1         | 2           | 0        | 2         | 1           |
| Abkhazie                     | 3     | 0         | 2           | 1        | 2         | 4           |
| Tatars de Crimée             | 2     | 2         | 0           | 0        | 8         | 1           |
| Kurdistan                    | 1     | 0         | 0           | 1        | 1         | 2           |
| Ossétie du Sud               | 1     | 1         | 0           | 0        | 8         | 0           |
| Occitanie                    | 1     | 1         | 0           | 0        | 3         | 0           |
| Darfour                      | 1     | 1         | 0           | 0        | 15        | 0           |
| Provence                     | 1     | 0         | 0           | 1        | 1         | 2           |
| Rhétie                       | 1     | 1         | 0           | 0        | 7         | 0           |
| Coréens Unies au Japon       | 1     | 0         | 1           | 0        | 1         | 1           |
| Pays sicule                  | 1     | 1         | 0           | 0        | 2         | 1           |
| Brava                        | 1     | 1         | 0           | 0        | 8         | 0           |
| Simba Sports Club            | 1     | 1         | 0           | 0        | 2         | 0           |
| Young Africans Football Club | 1     | 0         | 1           | 0        | 2         | 2           |
| Tractor Sazi                 | 1     | 1         | 0           | 0        | 3         | 0           |
| Shahrdari Tabriz             | 2     | 1         | 0           | 1        | 3         | 3           |
| Étoiles Européen             | 1     | 1         | 0           | 0        | 3         | 1           |
| Total                        | 50    | 30        | 10          | 10       | 130       | 51          |

## Personnalités de l'équipe de Chypre du Nord de football

### Sélections
| Sélection de Chypre du Nord 2012 | Sélection de Chypre du Nord 2012 |
| Club                             | Nom                              |
| -------------------------------- | -------------------------------- |
| Gardien                          |                                  |
| Çetinkaya Türk SK                | Hasan Piro                       |
| Küçük Kaymaklı Türk S.K. (en)    | Yasin Kurt                       |
| Défenseur                        |                                  |
| Doğan TBSK                       | Ahmet Saygi                      |
| Lapta Türk Birliği SK (tr)       | Ahmet Coskun                     |
| Küçük Kaymaklı Türk S.K. (en)    | Huseyin Adal                     |
| Yenicami Ağdelen SK              | Erdoğ Barkınay                   |
| Çetinkaya Türk SK                | Serhan Önet                      |
| Çetinkaya Türk SK                | Serkan Önet                      |
| Mağusa Türk Gücü S.K. (en)       | İbrahim Uludag                   |
| Milieu de terrain                |                                  |
| Çetinkaya Türk SK                | Salih Güvensoy                   |
| Çetinkaya Türk SK                | Huseyin Kayalilar                |
| Çetinkaya Türk SK                | Erdinç Börekçi                   |
| Yenicami Ağdelen SK              | İbrahim Çıdamlı                  |
| Lefke TSK (tr)                   | Ersen Esmeraslan                 |
| Bostancı Bağcıl SK (tr)          | Erbay Beritz                     |
| Cihangir GSK (tr)                | Mustafa Tekpinar                 |
| Attaquant                        |                                  |
| Küçük Kaymaklı Türk S.K. (en)    | Cagri Kiral                      |
| Küçük Kaymaklı Türk S.K. (en)    | Hamis Çakır                      |
| Küçük Kaymaklı Türk S.K. (en)    | Mustafa Yaşinses                 |
| Lefke TSK (tr)                   | Kasim Tağman                     |
| Cihangir GSK (tr)                | Halil Turan                      |
| Staff                            | Nom                              |
| Sélectionneur                    | Firat Canova                     |

| Sélection de Chypre du Nord 2016 | Sélection de Chypre du Nord 2016 |
| Club                             | Nom                              |
| -------------------------------- | -------------------------------- |
| Gardien                          |                                  |
| Küçük Kaymaklı Türk S.K. (en)    | Hasan Piro                       |
| Mağusa Türk Gücü S.K. (en)       | Türkkan Delideniz                |
| Défenseur                        |                                  |
| Çetinkaya Türk SK                | Tansel Ekingen                   |
| Çetinkaya Türk SK                | Serhan Önet                      |
| Çetinkaya Türk SK                | Çağrı Kıral                      |
| Çetinkaya Türk SK                | Esin Sonay                       |
| Mağusa Türk Gücü S.K. (en)       | Uğur Naci Gök                    |
| Gençler Birliği SK (tr)          | Mehmet Erol                      |
| Gençler Birliği SK (tr)          | Şenol Şöför                      |
| Yenicami Ağdelen SK              | Halil Turan                      |
| Milieu de terrain                |                                  |
| Yenicami Ağdelen SK              | Ünal Kaya                        |
| Yenicami Ağdelen SK              | Musa Şanlıer                     |
| Yenicami Ağdelen SK              | Hüseyin Sadıklar                 |
| Cihangir GSK (tr)                | Fırat Ersalan                    |
| Doğan TBSK                       | Kenan Oshan                      |
| Doğan TBSK                       | Ahmet Sönmez                     |
| Doğan TBSK                       | Salih Güvensoy                   |
| Türk Ocağı Limasol SK (tr)       | Salih Say                        |
| Küçük Kaymaklı Türk S.K. (en)    | Mehmet Kaygısız                  |
| Attaquant                        |                                  |
| Küçük Kaymaklı Türk S.K. (en)    | Remzi Betmezoğlu                 |
| Küçük Kaymaklı Türk S.K. (en)    | İbrahim Çıdamlı                  |
| Binatlı Yılmaz SK                | Ömer Gül                         |
| Lefke TSK (tr)                   | Kasım Tağman                     |
| Yeni Amasyaspor                  | Mustafa Yaşınses                 |
| Staff                            | Nom                              |
| Sélectionneur                    | Turan Altay                      |

| Sélection de Chypre du Nord 2017 | Sélection de Chypre du Nord 2017 |
| Club                             | Nom                              |
| -------------------------------- | -------------------------------- |
| Gardien                          |                                  |
| Merit Alsancak                   | Hasan Piro                       |
| Mağusa Türk Gücü S.K. (en)       | Türkkan Delideniz                |
| Défenseur                        |                                  |
| Yalova TSK (tr)                  | Ali Özbahar                      |
| Merit Alsancak                   | Mehmet Erol                      |
| Lefke TSK (tr)                   | Kasim Tağman                     |
| Cihangir GSK (tr)                | Halil Turan                      |
| Türk Ocağı Limasol SK (tr)       | Ertaç Taşkıran                   |
| Küçük Kaymaklı Türk S.K. (en)    | Serhan Önet                      |
| Küçük Kaymaklı Türk S.K. (en)    | Hüseyin Adal                     |
| Doğan TBSK                       | Ozan Mercan                      |
| Milieu de terrain                |                                  |
| Yalova TSK (tr)                  | Aykut Esmeraslan                 |
| Cihangir GSK (tr)                | Salih Say                        |
| Cihangir GSK (tr)                | Firat Ersalan                    |
| Doğan TBSK                       | Salih Güvensoy                   |
| Doğan TBSK                       | Oshan Kenan                      |
| Doğan TBSK                       | Ahmet Sönmez                     |
| Yenicami Ağdelen SK              | Adil Yalçin Ucar                 |
| Yenicami Ağdelen SK              | Hüseyin Sadiklar                 |
| Attaquant                        |                                  |
| Yenicami Ağdelen SK              | Tansel Ekingen                   |
| Yenicami Ağdelen SK              | Ibrahim Çidamli                  |
| Çetinkaya Türk SK                | Mustafa Yaşinses                 |
| Küçük Kaymaklı Türk S.K. (en)    | Kiral Çağrı                      |
| Staff                            | Nom                              |
| Sélectionneur                    | Firat Canova                     |

| Sélection de Chypre du Nord 2018 | Sélection de Chypre du Nord 2018 |
| Club                             | Nom                              |
| -------------------------------- | -------------------------------- |
| Gardien                          |                                  |
| Alsancak Yesilova S.K.           | Hasan Piro                       |
| Baf Ülkü Yurdu SK                | Erdogan Nay                      |
| Doğan Türk Birliği Spor Kulübü   | Ozan Mercan                      |
| Défenseur                        |                                  |
| Pas de club                      | Necati Gench                     |
| Çetinkaya Türk SK                | Serhan Önet                      |
| Yenicami Ağdelen SK              | Salih Güvensoy                   |
| Lefke T.S.K.                     | Çagri Kiral                      |
| Lefke T.S.K.                     | Aykut Esmeraslan                 |
| Doğan Türk Birliği Spor Kulübü   | Ahmet Sönmez                     |
| Mağusa Türk Gücü S.K. (en)       | Arif Uysal                       |
| Mağusa Türk Gücü S.K. (en)       | Adil Uçar                        |
| Milieu de terrain                |                                  |
| Cihangir G.S.K.                  | Firat Ersalan                    |
| Mağusa Türk Gücü S.K. (en)       | Yasin Kurt                       |
| Mağusa Türk Gücü S.K. (en)       | Halil Turan                      |
| Binatli Yilmaz SK                | Mehmet Erol                      |
| Küçük Kaymaklı Türk S.K. (en)    | Mehmet Kaygisiz                  |
| Yenicami Ağdelen SK              | Ünal Kaya                        |
| Doğan Türk Birliği Spor Kulübü   | Kenan Oshan                      |
| Doğan Türk Birliği Spor Kulübü   | Mehmet Altun                     |
| Attaquant                        |                                  |
| Yenicami Ağdelen SK              | Tansel Ekingen                   |
| Küçük Kaymaklı Türk S.K. (en)    | Ugur Gök                         |
| Alsancak Yesilova S.K.           | Billy Mehmet (en)                |
| Galatasaray SK                   | Ahmet Sivri                      |
| Staff                            | Nom                              |
| Sélectionneur                    | Mustafa Boratas                  |

### Sélectionneurs
| Sélectionneurs  | Période   | Matchs | Gagnés | Nuls | Perdus | Gagnés % |
| --------------- | --------- | ------ | ------ | ---- | ------ | -------- |
| ?               | 1962-2005 | 16     | 8      | 2    | 6      | 50       |
| Süleyman Göktas | 2006      | 6      | 5      | 1    | 0      | 83.33    |
| Ilker Ertemel,  | 2006-2007 | 8      | 6      | 1    | 1      | 75       |
| Firat Canova    | 2012      | 4      | 2      | 0    | 2      | 50       |
| Turan Altay     | 2016      | 5      | 3      | 1    | 1      | 60       |
| Firat Canova    | 2017      | 5      | 3      | 2    | 0      | 60       |
| Mustafa Boratas | 2018      | 6      | 3      | 3    | 0      | 50       |
| Totals          | Totals    | 50     | 30     | 10   | 10     | 60       |